# Панаєв Іван Іванович
Панаєв Іван Іванович (15 березня (27 березня) 1812, Санкт-Петербург — 18 лютого (2 березня) 1862, там само) — російський письменник, літературний критик, журналіст, мемуарист. Чоловік письменниці Авдотьї Брянської, яка також була фактичною дружиною М. О. Некрасова.
Народився в дворянській родині; онук свого повного тезки прокурора І. І. Панаєва; племінник поета В. І. Панаєва. Освіту здобув в благородному пансіоні при Санкт-Петербурзькому університеті (1830). До 1845 року перебував на казенній службі.
Друкувався з 1834 року. Панаєв помер 18 лютого (2 березня) 1862 року від розриву серця на руках у своєї дружини Авдотьї Яківни. Похований на Фарфоровському кладовищі. В середині 1930-х років нетлінні рештки перепоховані на цвинтарі «Літераторські мостки» у Санкт-Петербурзі.
На літературній ниві Панаєв виступив у 1834 році рядом повістей, в яких наслідував Олександра Бестужева-Марлинського («Спальня світської жінки», «Біла гарячка» і ін.). У другій половині 1830—х років Панаєв часто їздив в Москву, де познайомився з тамтешніми літераторами і особливо близько зійшовся з В. Г. Бєлінським, який за його посередництва запрошений був Андрієм Краєвським завідувати критичним відділом «Вітчизняних записок».
Під впливом Бєлінського Панаєв, який постійно друкувався в «Вітчизняних записках», відмовився від мелодраматичної манери Бестужева-Марлінського. У повістях, написаних біля 1840 роки («Прекрасна людина» та ін.), помічається поворот на шлях реалістичної творчості. До зрілого періоду його творчості належать «Мамин синок» (1845), «Родичі» (1847), «Зустріч на станції» (1847), «Леви в провінції» (єдиний великий роман Панаєва, що з'явився окремою книгою, 1852), «Хлюст» (1856) і, нарешті, повість з петербурзьких спогадів «Онук російського мільйонера» (1858). За судження авторів ЭСБЕ, «Панаєву, письменницький темперамент якого відрізнявся жіночною м'якістю, не вдавалися цільні образи і сильні характери, але він дав ряд живих образів, багато ефектних і драматичних сцен, поряд зі сценами, повними непідробного гумору».